# Lamballe
Lamballe (en bretó Lambal, gal·ló Lanball) és un municipi francès, situat a la regió de Bretanya, al departament de Costes del Nord. L'any 2007 tenia 13.746 habitants.

## Demografia
| 1962                                       | 1968 | 1975 | 1982 | 1990 | 1999  | 2006  |
| ------------------------------------------ | ---- | ---- | ---- | ---- | ----- | ----- |
| 8880                                       | 9124 | 9330 | 9452 | 9894 | 10563 | 11857 |
| Des de 1962: població sense dobles comptes |      |      |      |      |       |       |

## Administració
| Període   | Identitat     | Partit |
| --------- | ------------- | ------ |
| 1947-1959 | Jean Gombault |        |
| 1959-1960 | Jean Langlais |        |
| 1960-1970 | Pierre Lanoe  |        |
| 1971-1995 | Fernand Labbé | RPR    |
| 1995-     | Loïc Cauret   | PS     |

## Personatges il·lustres
- Armand Charles Tuffin de la Rouérie (1751-1793), heroi de la Guerra d'Independència dels Estats Units d'Amèrica i un dels caps de la Conjura bretona.